# أكسباتش
اكسباتش هو احدى الأنهار الموجودة شمال الراين-وستفاليا , المانيا.